# Гай Олексій Анатолійович
Олексі́й Анато́лійович Гай (нар. 6 листопада 1982, Запоріжжя, Українська РСР, СРСР) — колишній український футболіст, центральний півзахисник, гравець національної збірної України. Також відомий виступами у складі таких команд, як донецький «Шахтар», маріупольський «Іллічівець», юнацька (U-19) та молодіжна збірні України. Брат іншого футболіста — Антона Гая.
За час свої кар'єри у складі цих команд Олексій отримав 2009 року звання «Заслуженого майстра спорту України», а також став кавалером ордена «За мужність», яким нагороджений того ж року. Окрім того, Гай за свою кар'єру став: володарем останнього розіграного в історії Кубка УЄФА у сезоні 2008–2009 років; шестиразовим золотим призером Прем'єр-ліги та вищої ліги чемпіонату України у сезонах 2001–2002, 2007–2008, 2009–2010, 2010–2011, 2011–2012, 2012–2013 років; п'ятиразовим срібним призером Прем'єр-ліги та вищої ліги чемпіонату України у сезонах 2000–2001, 2002–2003, 2003–2004, 2006–2007, 2008–2009 років; шестиразовим володарем кубка України в розіграшах цього призу 2001–2002, 2003–2004, 2007–2008, 2010–2011, 2011–2012, 2012–2013 років, тричі, у 2002–2003, 2006–2007, 2008–2009 роках виходив з командами до фіналу цього турніру та одного разу, у розіграші 2013–2014 років вийшов до півфіналу кубка України; володарем суперкубка України, у 2008 році.

## Життєпис

### Клубна кар'єра

#### Перші роки
Олексій Анатолійович Гай народився 6 листопада 1982 року в українському місті Запоріжжя однойменної області. Він був вихованцем місцевої спортивної дитячо-юнацької школи олімпійського резерву футбольного клубу «Торпедо». Професійну кар'єру розпочав 1999 року в дублі місцевого «Металурга», де грав його рідний брат — Антон. На той час «Металург-2» виступав у другій лізі чемпіонату України.

#### «Шахтар»
У червні 2000 року перейшов у донецький «Шахтар». До 2004 року Олексій періодично грав за донецьку команду, взявши участь у 72 матчах, в яких забив 8 голів. Однак Гай так і не зумів остаточно закріпитися в основному складі «гірників», через що влітку 2004 року його віддали у дворічну оренду в маріупольський «Іллічівець».
У маріупольському клубі футболіст був твердим гравцем основного складу. За два сезони він зіграв за свій тимчасовий клуб 55 матчів та відзначився 11 забитими м'ячами. Після виступів за «Іллічівець», Гай повернувся в «Шахтар».
З 2006 року Олексій знову почав грати за «гірників», але так і не став там гравцем стартового складу. За чотири наступні сезони він взяв участь у 99 матчах «Шахтаря» у всіх турнірах, часто з'являючись на полі в матчах Кубка України та єврокубках. Попри на не надто часті виходи на поле, Гай став достатньо важливим футболістом для свого клубу, про що свідчать його періодичні виклики в національну збірну України.
2009 року Гай разом з командою став володарем Кубка УЄФА, після чого отримав звання заслуженого майстра спорту України та орден «За мужність» третього ступеня. А проте Олексій став з'являтися на полі дедалі рідше, провівши за три наступні сезони лише 39 ігор в усіх турнірах.

#### «Чорноморець»
Влітку 2013 року, після завершення контракту з «гірниками», на правах вільного агента Олексій Гай підписав контракт з одеським «Чорноморцем». Вже у перших матчах Чорноморця Гай проявив себе як вмілий футболіст. Провівши лише 2 матчі у національному чемпіонаті та 2 матчі у Лізі Європи, він забив два голи. Тренер команди, Роман Григорчук, на пресконференції після матчу з донецьким «Шахтарем», що закінчився із рахунком 1:0, відповідаючи на запитання «чому він не випустив Гая на поле» зазначив, що Олексій Гай є ключовою фігурою в Чорноморці, а також із ряду інших причин вирішили дати гравцю відпочити. Під кінець року багато футбольних експертів відзначило, що Гай, отримавши постійну ігрову практику почав показувати набагато кращі результати. Зокрема сайт «ua.tribuna.com» включив футболіста до символічної збірної «відкриттів» першої половини сезону 2013–2014 років.
Наприкінці літа 2019 року оголосив про завершення кар'єри гравця.

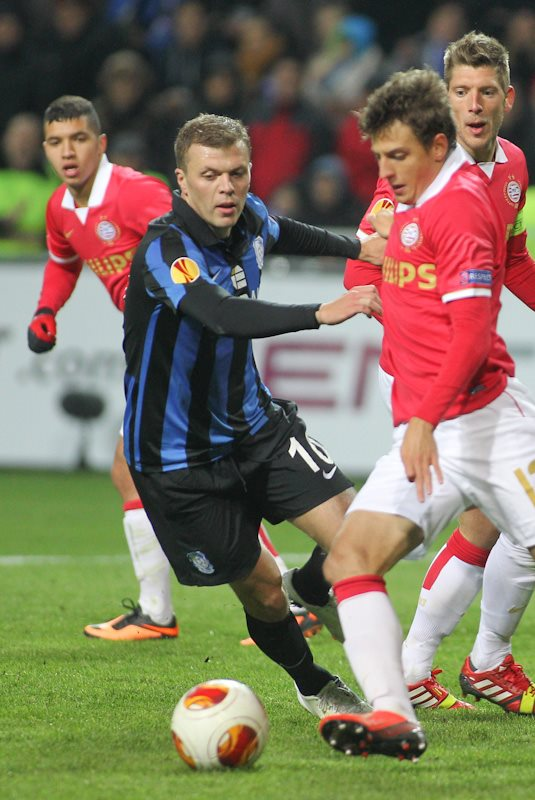
Олексій у складі «Чорноморця» у матчі проти нідерландського ПСВ

#### Статистика виступів
| Клуб | Ліга              | Сезон             | Чемпіонат | Чемпіонат | Чемпіонат | Кубок | Кубок | Кубок | Єврокубки | Єврокубки | Єврокубки | Суперкубок | Суперкубок | Суперкубок | Всього | Всього | Всього |
| Клуб | Ліга              | Сезон             | Ігри      | Голи      | ГП        | Ігри  | Голи  | ГП    | Ігри      | Голи      | ГП        | Ігри       | Голи       | ГП         | Ігри   | Голи   | ГП     |
| --- | ----------------- | ----------------- | --------- | --------- | --------- | ----- | ----- | ----- | --------- | --------- | --------- | ---------- | ---------- | ---------- | ------ | ------ | ------ |
| «Чорноморець» О | ПЛ                | 14-15             | 1         | 2         | 0         | 0     | 0     | 0     | 0         | 0         | 0         | —          | —          | —          | 1      | 2      | 0      |
| «Чорноморець» О | ПЛ                | 13-14             | 25        | 3         | 0         | 2     | 0     | 0     | 13        | 5         | 1         | 1          | 0          | 0          | 41     | 8      | 1      |
| «Чорноморець» О | Всього            | Всього            | 26        | 5         | 0         | 2     | 0     | 0     | 13        | 5         | 1         | 1          | 0          | 0          | 42     | 10     | 1      |
| «Шахтар» Д | ПЛ                | 12-13             | 6         | 0         | 0         | 2     | 1     | 0     | 0         | 0         | 0         | 0          | 0          | 0          | 8      | 1      | 0      |
| «Шахтар» Д | ПЛ                | 11-12             | 9         | 0         | 1         | 4     | 0     | 0     | 0         | 0         | 0         | 0          | 0          | 0          | 13     | 0      | 1      |
| «Шахтар» Д | ПЛ                | 10-11             | 11        | 0         | 2         | 1     | 0     | 0     | 6         | 0         | 0         | 0          | 0          | 0          | 18     | 0      | 2      |
| «Шахтар» Д | ПЛ                | 09-10             | 13        | 1         | 0         | 2     | 0     | 0     | 8         | 3         | 0         | —          | —          | —          | 23     | 4      | 0      |
| «Шахтар» Д | ПЛ                | 08-09             | 16        | 2         | 0         | 5     | 0     | 0     | 9         | 0         | 1         | 0          | 0          | 0          | 30     | 2      | 1      |
| «Шахтар» Д | ВЛ                | 07-08             | 14        | 2         | 1         | 4     | 2     | 0     | 0         | 0         | 0         | 1          | 0          | 0          | 19     | 4      | 1      |
| «Шахтар» Д | ВЛ                | 06-07             | 18        | 1         | 1         | 6     | 0     | 0     | 5         | 0         | 0         | 0          | 0          | 0          | 29     | 1      | 1      |
| «Шахтар» Д | Всього            | Всього            | 87        | 6         | 5         | 24    | 3     | 0     | 28        | 3         | 1         | 1          | 0          | 0          | 140    | 12     | 6      |
| «Іллічівець» | ВЛ                | 05-06             | 29        | 8         | ?         | 6     | 4     | ?     | —         | —         | —         | —          | —          | —          | 35     | 12     | ?      |
| «Іллічівець» | ВЛ                | 04-05             | 26        | 3         | ?         | 3     | 1     | ?     | 1         | 0         | 0         | —          | —          | —          | 30     | 4      | ?      |
| «Іллічівець» | Всього            | Всього            | 55        | 11        | ?         | 9     | 5     | ?     | 1         | 0         | 0         | —          | —          | —          | 65     | 16     | ?      |
| «Шахтар» Д | ВЛ                | 03-04             | 15        | 2         | ?         | 2     | 0     | ?     | 4         | 0         | 0         | —          | —          | —          | 21     | 2      | ?      |
| «Шахтар» Д | ВЛ                | 02-03             | 29        | 5         | ?         | 4     | 0     | ?     | 2         | 0         | 0         | —          | —          | —          | 35     | 5      | ?      |
| «Шахтар» Д | ВЛ                | 01-02             | 7         | 1         | ?         | 2     | 0     | ?     | 0         | 0         | 0         | —          | —          | —          | 9      | 1      | ?      |
| «Шахтар» Д | ВЛ                | 00-01             | 3         | 0         | ?         | 0     | 0     | 0     | 0         | 0         | 0         | —          | —          | —          | 3      | 0      | ?      |
| «Шахтар» Д | Всього            | Всього            | 54        | 8         | ?         | 8     | 0     | ?     | 6         | 0         | 0         | —          | —          | —          | 68     | 8      | ?      |
| «Шахтар-2» | 1Л                | 03-04             | 2         | 0         | ?         | —     | —     | —     | —         | —         | —         | —          | —          | —          | 2      | 0      | ?      |
| «Шахтар-2» | 1Л                | 02-03             | 2         | 0         | ?         | —     | —     | —     | —         | —         | —         | —          | —          | —          | 2      | 0      | ?      |
| «Шахтар-2» | 1Л                | 01-02             | 17        | 1         | ?         | —     | —     | —     | —         | —         | —         | —          | —          | —          | 17     | 1      | ?      |
| «Шахтар-2» | 1Л                | 00-01             | 18        | 0         | ?         | —     | —     | —     | —         | —         | —         | —          | —          | —          | 18     | 0      | ?      |
| «Шахтар-2» | Всього            | Всього            | 39        | 1         | ?         | —     | —     | —     | —         | —         | —         | —          | —          | —          | 39     | 1      | ?      |
| «Шахтар-3» | 2Л                | 00-01             | 2         | 0         | ?         | —     | —     | —     | —         | —         | —         | —          | —          | —          | 2      | 0      | ?      |
| «Шахтар-3» | Всього            | Всього            | 2         | 0         | ?         | —     | —     | —     | —         | —         | —         | —          | —          | —          | 2      | 0      | ?      |
| «Металург-2» З | 2Л                | 99-00             | 10        | 2         | ?         | —     | —     | —     | —         | —         | —         | —          | —          | —          | 10     | 2      | ?      |
| «Металург-2» З | Всього            | Всього            | 10        | 2         | ?         | —     | —     | —     | —         | —         | —         | —          | —          | —          | 10     | 2      | ?      |
| Всього за кар'єру | Всього за кар'єру | Всього за кар'єру | 273       | 33        | 5         | 43    | 8     | ?     | 48        | 8         | 2         | 2          | 0          | ?          | 366    | 48     | 7      |
| 2Л — друга ліга; ВЛ — вища ліга; ПД — першість дублерів; НД — національний дивізіон; ПЛ — Прем'єр-ліга; СУ — Суперкубок України. |                   |                   |           |           |           |       |       |       |           |           |           |            |            |            |        |        |        |
| Останнє оновлення 29 липня 2014.                                                                                                 |                   |                   |           |           |           |       |       |       |           |           |           |            |            |            |        |        |        |

### Збірна
Гравець юнацьких збірних України різних вікових категорій, у складі якої був учасником чемпіонату Європи з футболу 2001 року серед юнаків віком до 18 років.
З 2002 року залучався до складу молодіжної збірної України, у складі якої провів 14 ігор, забивши два голи.
11 жовтня 2003 року дебютував у складі національної збірної України в товариському матчі проти збірної Македонії, в якому відіграв цілий матч. З 2007 року став регулярно викликатись до лав збірної, за яку грав до кінця 2011 року. Наприкінці 2013 року Олексій знову отримав виклик до національної збірної. Тодішній тренер збірної України, Михайло Фоменко, викликав Гая на останні матчі кваліфікаційного раунду до чемпіонату світу 2014 проти збірних Польщі та Сан-Марино. Однак, досвідчений футболіст так і не вийшов на поле у жодному з цих матчів.

#### Матчі
| 01 | 11 жовтня 2003    | Київ            | Динамо імені В. Лобановського     | Північна Македонія | 0-0 | Товариський матч        |     |     |  | [ 9 ]  |
| 02 | 18 лютого 2004    |                 |                                   | Лівія              | 1-1 | Товариський матч        |     |     |  |        |
| 03 | 2 червня 2007     | Сен-Дені        | Стад де Франс                     | Франція            | 0-2 | Євро 2008, кваліфікація |     |     |  | [ 10 ] |
| 04 | 8 вересня 2007    | Тбілісі         | Борис Пайчадзе                    | Грузія             | 1-1 | Євро 2008, кваліфікація |     |     |  | [ 11 ] |
| 05 | 12 вересня 2007   | Київ            | НСК «Олімпійський»                | Італія             | 1-2 | Євро 2008, кваліфікація |     |     |  | [ 12 ] |
| 06 | 17 жовтня 2007    | Київ            | НСК «Олімпійський»                | Фарерські острови  | 5-0 | Євро 2008, кваліфікація |     |     |  | [ 13 ] |
| 07 | 17 листопада 2007 | Каунас          | Стадіон С. Даріуса та С. Гіренаса | Литва              | 0-2 | Євро 2008, кваліфікація |     |     |  | [ 14 ] |
| 08 | 21 листопада 2007 | Київ            | НСК «Олімпійський»                | Франція            | 2-2 | Євро 2008, кваліфікація |     | 84' |  | [ 15 ] |
| 09 | 6 лютого 2008     | Нікосія         | ГСП                               | Кіпр               | 1-1 | Товариський матч        |     |     |  | [ 16 ] |
| 10 | 26 березня 2008   | Київ            | Динамо імені В. Лобановського     | Сербія             | 2-0 | Товариський матч        |     |     |  | [ 17 ] |
| 11 | 24 травня 2007    | Роттердам       | Феєнорд                           | Нідерланди         | 0-3 | Товариський матч        |     |     |  | [ 18 ] |
| 12 | 1 червня 2008     | Стокгольм       | Росунда                           | Швеція             | 1-0 | Товариський матч        |     |     |  | [ 19 ] |
| 13 | 20 серпня 2008    | Львів           | Україна                           | Польща             | 1-0 | Товариський матч        |     |     |  | [ 20 ] |
| 14 | 19 листопада 2008 | Дніпропетровськ | Дніпро-Арена                      | Норвегія           | 1-0 | Товариський матч        |     |     |  | [ 21 ] |
| 15 | 6 червня 2009     | Загреб          | Максимір                          | Хорватія           | 2-2 | ЧС 2010, кваліфікація   | 53' |     |  | [ 22 ] |
| 16 | 10 червня 2009    | Київ            | Динамо імені В. Лобановського     | Казахстан          | 2-1 | ЧС 2010, кваліфікація   |     |     |  | [ 23 ] |
| 17 | 12 серпня 2009    | Київ            | Динамо імені В. Лобановського     | Туреччина          | 0-3 | Товариський матч        |     |     |  | [ 24 ] |
| 18 | 5 вересня 2009    | Київ            | Динамо імені В. Лобановського     | Андорра            | 5-2 | ЧС 2010, кваліфікація   |     |     |  | [ 25 ] |
| 19 | 9 вересня 2009    | Мінськ          | Динамо                            | Білорусь           | 0-0 | ЧС 2010, кваліфікація   |     |     |  | [ 26 ] |
| 20 | 10 жовтня 2009    | Дніпропетровськ | Дніпро-Арена                      | Англія             | 1-0 | ЧС 2010, кваліфікація   |     |     |  | [ 27 ] |
| 21 | 14 жовтня 2009    | Айшовалль       | Комуналь д'Айшовалль              | Андорра            | 6-0 | ЧС 2010, кваліфікація   |     |     |  | [ 28 ] |
| 22 | 18 листопада 2009 | Донецьк         | Донбас Арена                      | Греція             | 0-1 | ЧС 2010, кваліфікація   |     |     |  | [ 29 ] |
| 23 | 8 жовтня 2010     | Київ            | Динамо імені В. Лобановського     | Канада             | 2-2 | Товариський матч        |     |     |  | [ 30 ] |
| 24 | 11 жовтня 2010    | Дербі           | Прайд Парк                        | Бразилія           | 0-2 | Товариський матч        |     |     |  | [ 31 ] |
| 25 | 10 серпня 2011    | Харків          | Металіст                          | Швеція             | 0-1 | Товариський матч        |     |     |  | [ 32 ] |
| 26 | 2 вересня 2011    | Харків          | Металіст                          | Уругвай            | 2-3 | Товариський матч        |     | 83' |  | [ 33 ] |
| 27 | 6 вересня 2011    | Прага           | Дженералі Арена                   | Чехія              | 0-4 | Товариський матч        |     |     |  | [ 34 ] |
| 28 | 11 жовтня 2011    | Таллін          | А. Ле Кок Арена                   | Естонія            | 2-0 | Товариський матч        |     |     |  | [ 35 ] |
| 29 | 11 листопада 2011 | Київ            | НСК «Олімпійський»                | Німеччина          | 3-3 | Товариський матч        |     |     |  | [ 36 ] |

Всього: 29 матчів; 10 перемог, 9 нічиїх, 10 поразок.

## Політична та громадянська позиція
7 грудня 2014 року перед матчем 10-го туру чемпіонату України з футболу між командами «Карпати» (Львів) та «Чорноморець» (Одеса) Олексій Гай, на відміну від інших гравців цих команд, перед виходом на поле відмовився одягнути футболку з написом «Слава Українській армії» в підтримку Збройних Сил України, котрі проводять антитерористичну операцію на Донбасі. За його словами:

| Я не зрозумів цю акцію. Футбол поза політикою.[37][38][39][40][41] |
Це другий такий випадок після відмови гравців донецького «Шахтаря» (за який упродовж кількох сезонів грав Олексій Гай) у матчі 13-го туру чемпіонату України з футболу проти тих же львівських «Карпат» 21 листопада 2014 року у Львові, хоча свої домашні зустрічі «Шахтар» змушений проводити у Львові саме через захоплення Донецька сепаратистами.
- На запитання порталу Tribuna.com, відповів, що «не може назвати Росію агресором».[43]

## Особисте життя
Одружений, разом із дружиною, Катериною, виховують двох дочок — Марію та Соню.

## Досягнення

### Командні
«Шахтар» Донецьк:
- Володар Кубка УЄФА (1): 2008–2009.
- Золотий призер чемпіонату України (6): 2001–2002, 2007–2008, 2009–2010, 2010–2011, 2011–2012, 2012–2013.
- Срібний призер чемпіонату України (2): 2002–2003, 2006–2007.
- Володар Кубка України (7): 2000–2001, 2001–2002, 2003–2004, 2007–2008, 2010–2011, 2011–2012, 2012–2013.
- Фіналіст Кубка України (3): 2002–2003, 2006–2007, 2008–2009.
- Володар Суперкубка України (1): 2008.
- Фіналіст Суперкубка України (1): 2013.

«Габала»:
- Бронзовий призер чемпіонату Азербайджану (2): 2014–2015, 2015–2016

### Індивідуальні
- Звання Заслужений майстер спорту України: 2009.
- Кавалер ордену «За мужність» 3-го ступеня: 2009[45].